# 坎普酒店

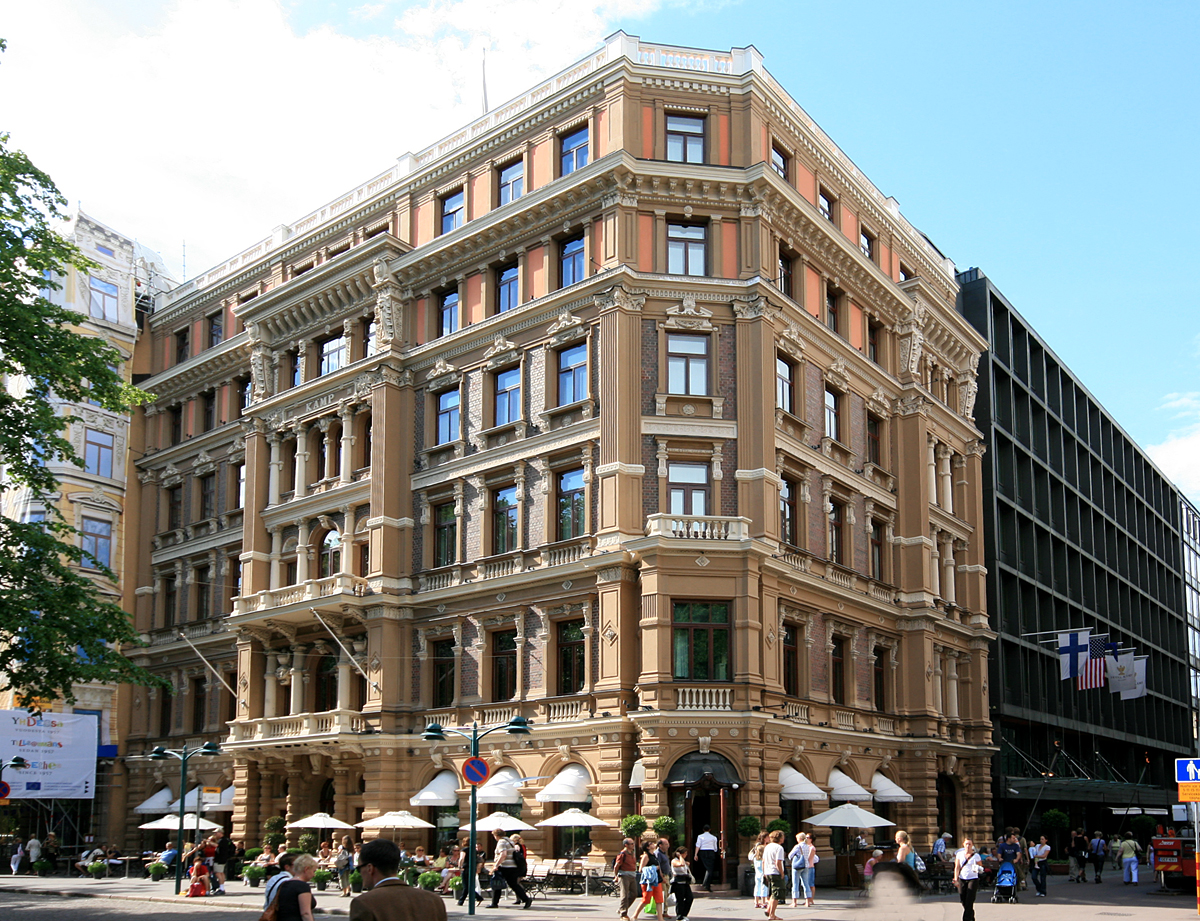
坎普酒店

坎普酒店（Hotel Kämp）是芬蘭首都赫爾辛基的一家歷史悠久的酒店。
該酒店最初興建於1887年，由卡爾·坎普創建。酒店的設計者是特奥多尔·赫耶尔。該酒店後被拆除，並於1965年重建。直到1995年，Kansallis-Osake-Pankki銀行（与其它银行合并后最终成为现在的北欧银行）的總部曾設於這裡长达三十年。
1996年开始了大规模的翻修，并在1999年作为坎普酒店重新开张。坎普购物中心也在同一街区开张了。
麥當娜、夏奇拉、惠特妮·休斯顿、艾爾頓·強等名人曾下榻過這家酒店。

## 外部連結
- Hotel Kämp website（页面存档备份，存于） （英文）
- History and photographs of Hotel Kämp by cosmopolis.ch （页面存档备份，存于）

60°10′06″N 24°56′49″E / 60.1684°N 24.947°E